# Meänmaa
Meänmaa är en delvis meänkielispråkig kulturtidskrift. Den startade sin utgivning 2009 och erhöll år 2010 tidskriftsstöd från Statens kulturråd. Tidskriften utgavs det första året med namnet Meänmaan aviisi, men har från 2010 ändrat till detta namn. Från och med 2015 har tidskriften varit en renodlad kulturtidskrift. Tidskriften har utkommit med fyra nummer per år och innehåller framför allt skönlitterära texter på meänkieli och svenska. Innehållet består delvis av nya texter, delvis av äldre texter som har översatts till meänkieli. Ansvarig utgivare är författaren Bengt Pohjanen. Tidskriften ägs av föreningen Meänmaa, och dess redaktion består sedan våren 2018 av Erik Kuoksu, Johan Sammelin, Meri Alarcon och Ralf Rotmalm.